# Мауріцій Вольфсталь
Мауріцій Вольфсталь (пол. Maurycy Wolfsthal; 22 вересня 1856, Тисмениця, нині Івано-Франківська область України — 2 грудня 1937, Львів) — польський скрипаль та музичний педагог.

## Біографія
Син синагогального кантора з Тисмениці Маєра Лейба Вольфталя, представник сім'ї, що дала цілу низку музикантів. Як і багато інших членів сім'ї, змінив прізвище, додавши до неї літеру «с» (що надало прізвищу менш єврейського вигляду), і здійснив перехід з юдаїзму до католицтва.
У 1873–1875 рр. навчався у Віденській консерваторії у Якоба Грюна та Йозефа Гельмесбергера (старшого), потім удосконалював свою майстерність під керівництвом Якоба Донта.
Концертував як соліст, спочатку в межах Галичини, а з початку 1890-х також у Відні, Берліні, Варшаві. З 1889 р. був одним із концертмейстерів Львівської опери. Виступав як примаріус струнного квартету та на чолі фортепіанного квінтету (за участю Генрика Мельцер-Щавинського).
З 1882 року і до кінця життя викладав у Львівській консерваторії. Загалом виховав близько 70 помітних виконавців Серед його учнів Броніслав Гімпель, Макс Левінгер та Адам Солтис.

## Сім'я
Діти — диригент Броніслав Вольфсталь (1883—1944) та музичний педагог Емма Вольфсталь (1893—1980).
Племінник — скрипаль Йозеф Вольфсталь (1899—1931).